# Mario Martone
Mario Martone, né le 20 novembre 1959 à Naples (Italie), est un réalisateur et scénariste italien, également metteur en scène de théâtre et d'opéra.

## Parcours
En juin 2008, il a assuré à Paris la mise en scène de Falstaff de Verdi, au Théâtre des Champs-Élysées, et en janvier 2011, celle de Cavalleria rusticana et de Pagliacci à la Scala de Milan.
En 2018, son film Capri : Batterie est sélectionné à la Mostra de Venise.

## Filmographie
- 1992 : Mort d'un mathématicien napolitain (Morte di un matematico napoletano), sur la fin de la vie de Renato Caccioppoli
- 1993 : Lucio Amelio / Terrae motus (documentaire)
- 1993 : Veglia (documentaire)
- 1993 : Rasoi (moyen métrage)
- 1994 : Miracoli, storie per corti de Mario Martone, Paola Rosa et Silvio Soldini (segment Antonio Mastronunzio, pittore sannita)
- 1995 : L'Amour meurtri (L'amore molesto)
- 1996 : Una storia Saharawi (it) (court métrage documentaire)
- 1997 : I vesuviani (segment La salita)
- 1998 : Théâtre de guerre (Teatro di guerra)
- 1999 : Una disperata vitalità (documentaire)
- 2003 : L'Odeur du sang (L'odore del sangue)
- 2003 : Caravaggio, l'ultimo tempo (moyen métrage documentaire)
- 2010 : Frères d'Italie (Noi credevamo)
- 2014 : Leopardi : Il giovane favoloso, sur Giacomo Leopardi
- 2015 : Pastorale cilentana
- 2018 : Capri-Revolution
- 2019 : Il sindaco del Rione Sanità
- 2021 : Qui rido io
- 2022 : Nostalgia
- 2025 : Fuori